# Adolphus Peter Nelson

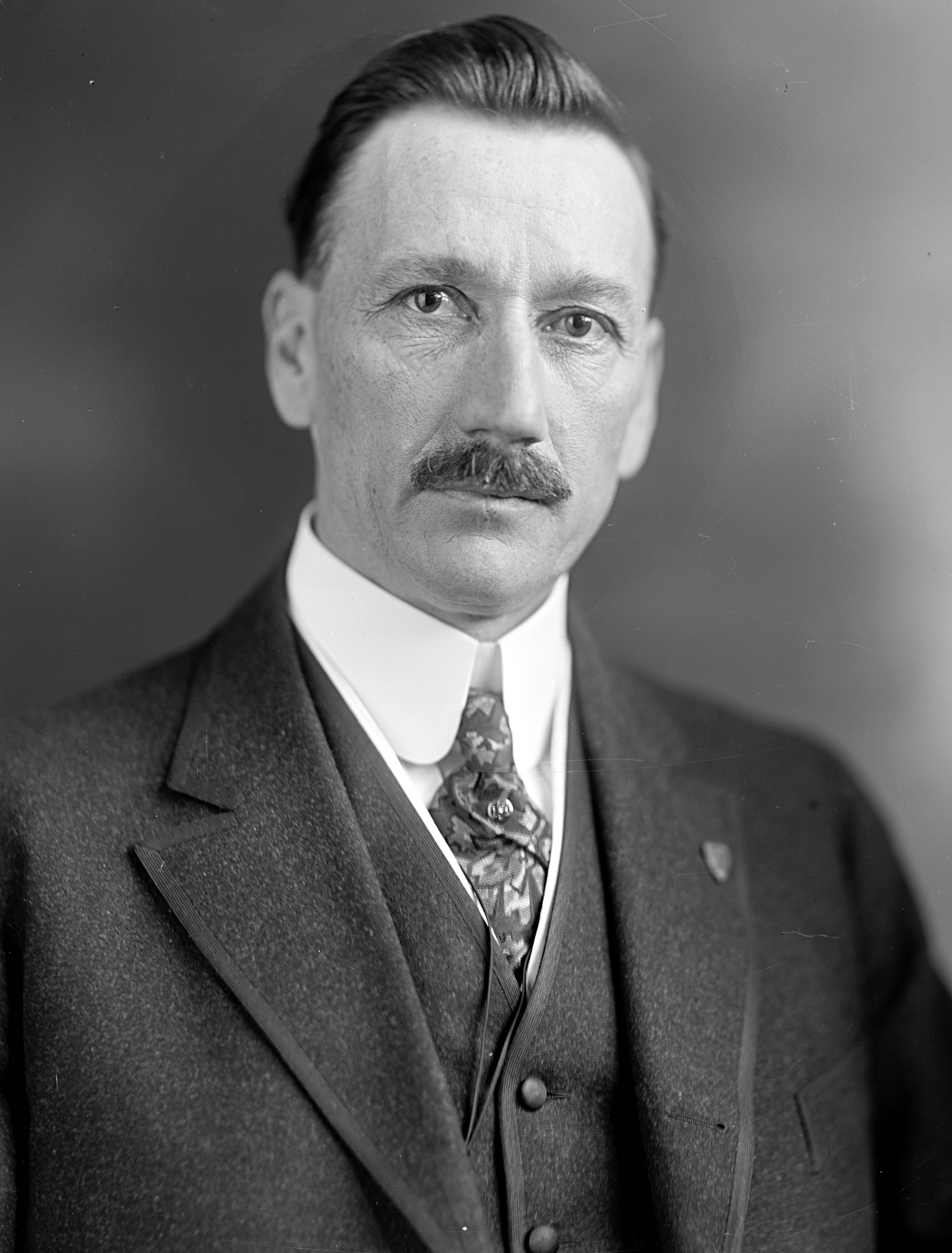
Adolphus Peter Nelson

Adolphus Peter Nelson (* 28. März 1872 bei Alexandria, Douglas County, Minnesota; † 21. August 1927 in Grantsburg, Wisconsin) war ein US-amerikanischer Politiker. Zwischen 1918 und 1923 vertrat er den Bundesstaat Wisconsin im US-Repräsentantenhaus.

## Werdegang
Adolphus Nelson besuchte die öffentlichen Schulen seiner Heimat und studierte danach bis 1897 an der Hamline University in Saint Paul. Noch im Jahr 1897 zog er nach Grantsburg in Wisconsin, wo er im Bankgewerbe tätig wurde. Zwischen 1906 und 1920 war Nelson Vorstandsmitglied der University of Wisconsin; von 1916 bis 1920 war er deren Vorsitzender. Von 1910 bis 1916 führte er auch den Vorsitz im Schulausschuss von Grantsburg. In den Jahren 1914 bis 1916 war er auch Bürgermeister dieses Ortes. Von 1914 bis 1918 fungierte er außerdem als Vizepräsident des Kuratoriums der Hamline University.
Politisch war Nelson Mitglied der Republikanischen Partei. Nach dem Rücktritt des Abgeordneten Irvine Lenroot, der in den US-Senat gewählt worden war, wurde er bei der fälligen Nachwahl für den elften Sitz von Wisconsin als dessen Nachfolger in das US-Repräsentantenhaus in Washington, D.C. gewählt, wo er am 5. November 1918 sein neues Mandat antrat. Nach zwei Wiederwahlen konnte er bis zum 3. März 1923 im Kongress verbleiben. Gleich zu Beginn seiner Amtszeit endete der Erste Weltkrieg. Während seiner Zeit als Kongressabgeordneter wurden der 18. und der 19. Verfassungszusatz verabschiedet.
1922 wurde Adolphus Nelson von seiner Partei nicht zur Wiederwahl nominiert. In den folgenden Jahren bis zu seinem Tod am 21. August 1927 arbeitete er in Grantsburg wieder im Bankgewerbe.